# Кендал (Флорида)
Кендал (енгл. Kendall) насељено је место без административног статуса у америчкој савезној држави Флорида.

## Демографија
По попису из 2010. године број становника је 75.371, што је 145 (0,2%) становника више него 2000. године.
| Група             | 2000.          | 2010.          |
| Белци             | 31.270 (41,6%) | 21.432 (28,4%) |
| Афроамериканци    | 3.348 (4,5%)   | 3.302 (4,4%)   |
| Азијати           | 2.250 (3,0%)   | 2.267 (3,0%)   |
| Хиспаноамериканци | 37.549 (49,9%) | 48.038 (63,7%) |
| Укупно            | 75.226         | 75.371         |